# Байер, Карл Йозеф
Карл Йозеф Байер (нем. Carl Josef Bayer; 4 марта 1847, Билиц, Австро-Венгрия, ныне в составе города Бельско-Бяла, Польша — 4 октября 1904, Ритцдорф, Австро-Венгрия, ныне Речица-об-Паки, Словения) — австрийский химик, разработчик так называемого байеровского процесса извлечения глинозёма из бокситов, по сей день используемого в промышленном производстве алюминия.

## Биография
Родился в семье предпринимателя, занятого в строительстве, и первоначально изучал архитектуру. С 1864 года занимался химией в Висбадене под руководством Карла Фрезениуса, затем работал на бельгийском металлургическом заводе в Ако под Жерпинном. В 1869—1870 гг. учился в Гейдельбергском университете, после чего был принят Р. В. Бунзеном на должность ассистента. В 1871 г. получил в Гейдельберге докторскую степень.
Некоторое время работал в Техническом университете в Брюнне, затем перебрался в Россию. Работал на Тентелевском заводе под Санкт-Петербургом, затем на Ушковских заводах под Елабугой. В России в 1892 г. женился на Альме фон Витте, родственнице Сергея Витте; венчание состоялось в церкви Святой Екатерины, у супругов родилось шестеро детей. После России недолгое время работал в США, а в 1896 г. обосновался в Нижней Штирии, где рассчитывал организовать производство алюминия из доступного в окрестностях сырья. Преждевременная смерть помешала этим планам реализоваться.

## Научная деятельность
Байер разрабатывал способ обеспечить глинозёмом текстильную промышленность, которая использовала его в качестве закрепляющего вещества при окраске хлопка. В 1887 году он обнаружил, что гидроксид алюминия, осаждаемый из щелочного раствора, выпадает в кристаллы, которые могут быть отфильтрованы и промыты более легко, чем при получении из кислой среды за счет нейтрализации. В 1888 году Байер разработал и запатентовал четырёхступенчатый процесс извлечения глинозема из бокситовой руды.
Наряду c внедрением процесса Холла-Эру внедрение процесса Байера вызвало снижение цен на алюминий примерно на 80 % в 1890 г. по сравнению с 1854 годом.